# Teste de primalidade AKS
O teste de primalidade AKS (também conhecido como teste de primalidade Agrawal-Kayal-Saxena) é um algoritmo de teste de primalidade determinístico criado e publicado por cientistas Indianos chamados Manindra Agrawal, Neeraj Kayal e Nitin Saxena em 6 de agosto de 2002 em um trabalho intitulado "PRIMES is in P".
Os autores receberam o Premio Gödel de 2006 por este trabalho.
O algoritmo, que foi agora melhorado por outros, determina se um número é primo ou composto e roda em tempo polinomial.

## Importância
O significado principal do AKS é que ele é o primeiro algoritmo publicado para ser simultaneamente polinomial, determinístico, e incondicional. O que isto significa, o tempo máximo de processamento do algoritmo pode ser expresso como um polinômio em relação ao número de dígitos no número objetivo, isto nos permite classificar o número informado como primo ou composto (ao invés de retornar um resultado probabilístico);  e a sua correção não esta subordinada a exatidão de uma hipótese subsidiária não provada (tal como a hipótese de Riemann).

## Bases do teste
O teste de primalidade AKS é baseado na equivalência:
{\displaystyle (x-a)^{n}\equiv (x^{n}-a){\pmod {n}}}
A qual é verdadeira somente se n é primo. Isto é uma generalização do pequeno teorema de Fermat estendido para polinômios e pode ser facilmente provado usando o teorema binomial juntamente com o fato que: :{\displaystyle {n \choose k}\equiv 0{\pmod {n}}} para todo 0 < k < n se n é primo.
Enquanto esta inequação constitui um teste de primalidade por si só, verificando isto em tempo exponencial.  Além disto AKS faz uso da relação de equivalência:
{\displaystyle (x-a)^{n}\equiv (x^{n}-a){\pmod {n,x^{r}-1}}}
a qual pode ser verificada em tempo polinomial. Contudo enquanto todos os primos satisfazem esta equivalência alguns números compostos também o fazem. A prova da correção consiste em mostrar que existe um conveniente menor r e um conveniente conjunto menor de inteiros A tal que se a equivalência  que assegura que para todo a em A então n deva ser primo.
O algoritmo para o teste de primalidade de algum inteiro n consiste de duas partes. O primeiro passo gira em torno de encontrar um número primo conveniente {\displaystyle r=kq+1}, tal que:
- {\displaystyle P(r-1)=q} onde {\displaystyle P(x)} é o maior fator primo de {\displaystyle x},
- {\displaystyle q\geq 4{\sqrt {r}}\log _{2}(n),}
- {\displaystyle n^{k}\not \equiv 1{\pmod {r}}.}

Durante este passo, é importante confirmar que n não é divisível por nenhum primo {\displaystyle p\leq r};  Se ele é divisível, o algoritmo poderá terminar imediatamente para avisar que n é composto.
No segundo passo, um número de teste são feitos em um corpo finito {\displaystyle GF(n^{r})}, no caso de testar a equivalência de dois polinômios no campo: se :{\displaystyle (x-a)^{n}\equiv (x^{n}-a){\pmod {n,x^{r}-1}}}
Para todos os inteiros positivos a com :{\displaystyle a\leq 2{\sqrt {r}}\log _{2}(n),} então n é garantidamente primo. Em todos os outros casos ele é composto.
Como em qualquer tipo algoritmo, o estudo em si se preocupa em estabelece dois fatos:  provar que o algoritmo esta correto, e estabelecer sue tempo de complexidade assintótico. Isto pode ser encontrado e estabelecido em um limite superior da sua magnitude, e depois pela demonstração que o teste de equidade múltiplo na segunda parte do algoritmo ce suficiente para garantir se n é primo ou composto.
Desde o tempo de processamento de ambas as partes do algoritmo é inteiramente dependente da magnitude de r, provando um limite superior de r foi suficiente para mostrar que o tempo de complexidade assintótico do algoritmo é O{\displaystyle (\log ^{12+\epsilon }(n))}, onde ε é um número pequeno. Em outras palavras, o algoritmo leva menos que uma constante vezes a décima segunda potência (mais ε) do número de dígitos de n.
Contudo o limite superior provado no trabalho é bastante folgado; isto é, um tanto conservador a cerca da distribuição dos números primos de Sophie Germain exibe, se verdadeiro, imediatamente reduziria o pior caso para O{\displaystyle (\log ^{6+\epsilon }(n))}.
Nos meses seguintes a descobertas de novas variantes apareceram (Lenstra 2002, Pomerance 2002, Berrizbeitia 2003, Cheng 2003, Bernstein 2003a/b, Lenstra and Pomerance 2003) as quais melhoraram a velocidades do AKS em várias ordens de magnetude. Devido a existência de muitas variantes, Crandall e Papadopoulos referem-se a classe-AKS de algoritmos em seu trabalhos científico "On the implementation of AKS-class primality tests" publicado em Março de 2003.

## Algoritmo
Verificar se um número N é composto ou primo:
```

Introduzir: Inteiro n > 1

SE (n ESTÁ NA FORMA a^b COM b > 1) ENTÃO mostrar "COMPOSTO"

r := 2
while (r < n) {
    SE (Mdc(n,r) NÃO É 1) ENTÃO mostrar "COMPOSTO"
    SE (r É UM Nº PRIMO MAIOR QUE 2) ENTÃO {
        q = MAIOR FACTOR DE r-1
        SE (q > 4sqrt(r)log n) e (n(r-1)/q NÃO É IGUAL A 1(mod r)) ENTÃO SAIR DESTE CICLO(BREAK)
    }
    r := r+1
}

PARA a = 1  TO 2sqrt(r)log n {
    SE ( (x-a)^n  NÃO É  (x^n-a) (mod x^r-1,n) ) ENTÃO mostrar "COMPOSTO"
}

mostrar ¨PRIMO¨

```

### Um teste elementar e preciso de primalidade
Sabe-se que, com exceção dos números 2 e 3, todos os outros números primos são expressos pela fórmula   {\displaystyle Ip=6K\pm 1}  mas se sabe também que a imensa maioria dos números expresso pela fórmula  {\displaystyle Ip=6K\pm 1} não são primos.
Os  números compostos  da forma {\displaystyle Ip=6K\pm 1} são obtidos pela multiplicação de dois números da forma {\displaystyle Ip=6K\pm 1}onde estes dois números podem ser ambos primos ou ambos compostos e também ser o produto de um número primo por um número compostos como vemos abaixo: 
{\displaystyle 6K\pm 1=(6K_{2}\pm 1).(6K_{3}\pm 1)=6.6K_{2}.K_{3}\pm 6K_{2}.1\pm 6K_{3}.1\pm 1}que podemos escrever
{\displaystyle 6K\pm 1=6(6K_{2}.6K_{3}\mp K_{2}\pm K_{3})\pm 1}
Vemos então que esta igualdade só existe se 
{\displaystyle K=6K_{2}K_{3}\pm K_{2}\pm K_{3}}
Se esta igualdade não existir para sinais iguais ou diferentes, então o par de  números {\displaystyle 6K\pm 1} não existe como números compostos, logo o par de números {\displaystyle 6K\pm 1} serão números primos gêmeos.  
Então dado um número qualquer {\displaystyle K} inteiro,positivo, se não ocorrer nenhum par de números inteiros positivos  {\displaystyle K_{2},K_{3}}  que satisfaça a igualdade acima, afirma-se que os números {\displaystyle I_{p}=6K\pm 1}  são primos gêmeos.
Se não ocorrer nenhum par de números {\displaystyle K_{2},K_{3}}  com sinais iguais que satisfaça a igualdade e ocorrer ao menos um par de números {\displaystyle K_{2},K_{3}}  com sinais diferentes  que satisfaça a igualdade para um determinado valor de {\displaystyle K} afirma-se que {\displaystyle I_{p}=6K+1}  é primo e {\displaystyle I_{p}=6K-1}  não é primo.
Se não ocorrer nenhum par de números {\displaystyle K_{2},K_{3}}  com sinais diferentes que satisfaça a igualdade e ocorrer ao menos um par de números {\displaystyle K_{2},K_{3}}  com sinais iguais que satisfaça a igualdade para um determinado valor de {\displaystyle K} afirma-se que {\displaystyle I_{p}=6K-1} é primo e {\displaystyle I_{p}=6K+1}  não é primo.